# Ewa Kumlin
Ewa Elisabet Axelson Kumlin, född Axelson 27 maj 1955 i Björbo i Floda församling i Dalarna, är en svensk organisations- och myndighetschef som i sin yrkesverksamhet har främjat svensk konst och design såväl i Sverige som utomlands.

## Biografi
Kumlin har studerat vid bildlärarlinjen på Konstfack. Hon började att arbeta på Sveriges ambassad i Paris på 1970-talet. Ett av hennes första större projekt var en utställning för brasiliansk samtida konst i Stockholm. Strax efter Sovjetunionens fall projektledde Kumlin på uppdrag av Sveriges författarförbund två internationella författarkryssningar i Östersjön 1992, följt av författarkryssningar i Egeiska Havet och Svarta Havet 1993. Omkring 400 författare från 40 olika länder deltog. Hon initierade också projektet "Swedish Style in Tokyo" år 1999 och 2001 när hon var verksam i Japan. Det är en manifestation om svensk samtidskultur för en ung japansk publik som därefter fortsatt årligen i Tokyo. Efter återflytten till Sverige initierade hon Tokyo Style in Stockholm 2003 med ett hundratal japanska konstnärer, musiker, artister, designer och lika många svenska på 100 platser runtom i Stockholm.  
Mellan åren 2004 och 2018 arbetade Kumlin som VD på Svensk Form. Under tiden som VD ansvarade Kumlin för att inrätta en ny nationell designutmärkelse Design S. Hon producerade även turnerande designutställningar och genomförde omfattande utlandssatsningar i bland annat Paris, Tokyo, Milano, New York, Hongkong, Taiwan och London inom design och mode.
Kumlin var mellan 2018 och 2022 chef för Svenska Institutet i Paris och kulturråd vid Sveriges ambassad i Paris. Efter hemflytten till Sverige från Paris, har Kumlin återupptagit sin konsultverksamhet med olika internationella kulturutbyten.  

### Familj
Ewa Kumlin är sedan 1981 gift med diplomaten Krister Kumlin och har två söner Fredrik Kumlin (f 1984) och Filip Kumlin (f 1986)

## Utmärkelser
- 2003 – tilldelad utmärkelsen "Årets Svenska Kvinna" av SWEA.[7]